# Harry Crerar
Pour les articles homonymes, voir Crerar.
Henry Duncan Graham « Harry » Crerar (28 avril 1888 - 1er avril 1965) est un général canadien et le « commandant des armées de terre » du Canada pendant la Seconde Guerre mondiale.

## Premières années
Avant son service militaire, il a travaillé comme ingénieur à la Commission hydro-électrique de l'Ontario, où il a fondé le département de recherche en 1912. Il est diplômé du Upper Canada College et de l'école Highfield à Hamilton en 1906, puis se rend au Collège militaire royal du Canada à Kingston (Ontario) et reçoit son diplôme en 1910. Il se distingue comme officier d'artillerie de campagne durant la Première Guerre mondiale. Il atteint le grade de lieutenant-colonel à la fin de la guerre et contrairement à la plupart des officiers, il demeure au sein de l'armée.
En 1923, il entre au Staff College de Camberley (en) en Angleterre. Après avoir terminé le programme, il accepte un poste d'officier d'état-major général (classe 2) au War Office de Londres. De retour au Canada en 1929, il est nommé officier d'état-major général (classe 1) de la Défense Nationale à Ottawa où il effectuera une réorganisation de la milice.
Il suit des cours à l'Imperial Defence College de Londres en 1934 et devient directeur des renseignements et des opérations militaires lors de son retour au Canada. Après le commandement de quelques mois du Collège militaire royal en mars 1939, il est rappelé à Ottawa pour effectuer les plans de la mobilisation en vue de la reprise probable des hostilités.

## Seconde Guerre mondiale

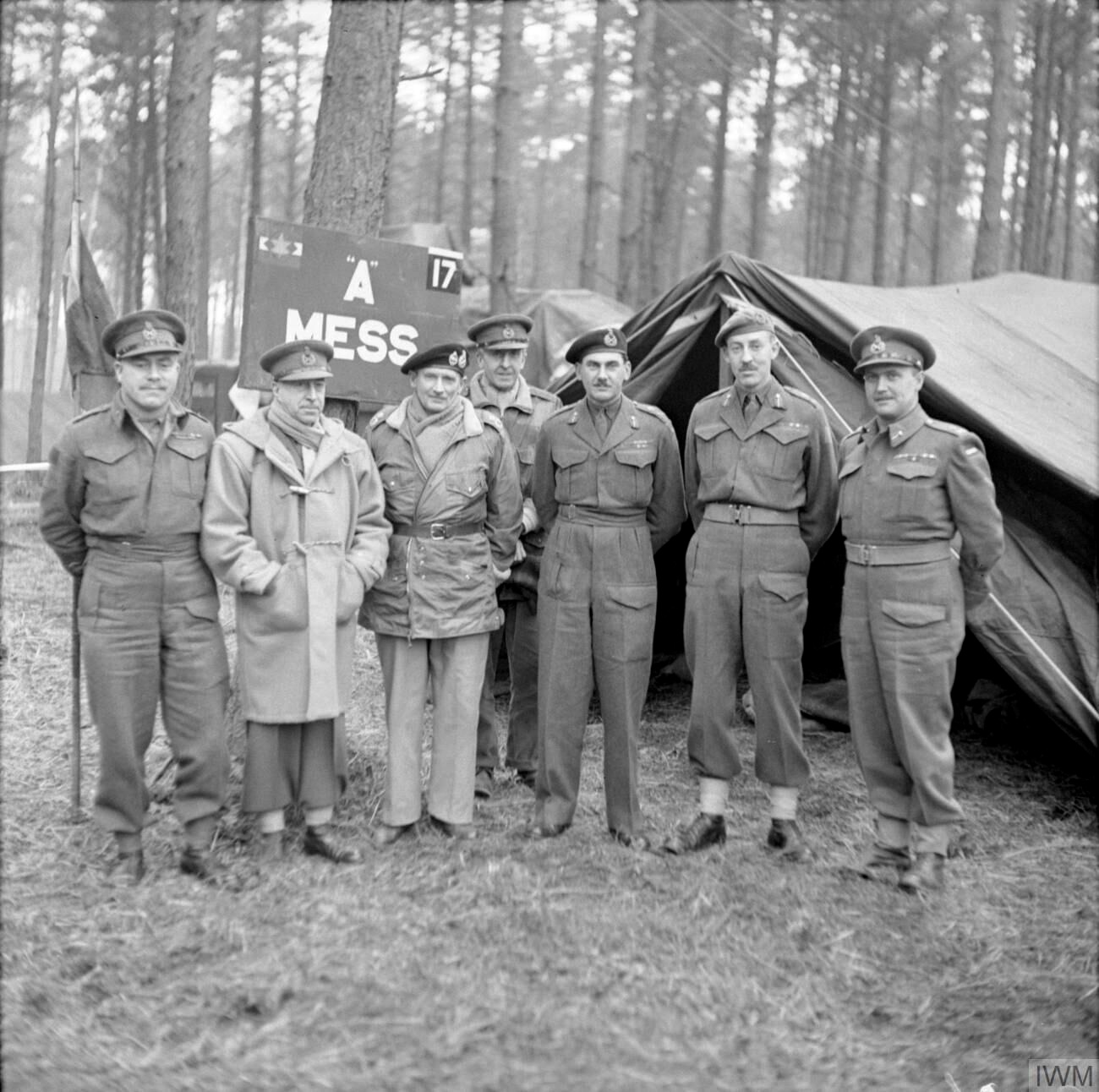
Major-général C Vokes (4e Division blindée), général HDC Crerar (commandant de l'armée), Field Marshal Sir Bernard L Montgomery, lieutenant-général BG Horrocks (30e Corps britannique, attaché Armée canadienne), lieutenant-général GC Simonds (2e corps), général DC Spry (3e division d'infanterie), général de division AB Mathews (2e Division)

Crerar est d'abord envoyé au quartier Général de l'Armée Canadienne à Londres en tant que brigadier d'état-major général. L'équipement, les quartiers et les programmes d'entraînements doivent être prêts pour l'arrivée des troupes. Il est rappelé à Ottawa pour devenir chef adjoint de l'état-major général, mais J.L. Ralston le nomme chef de l'état-major après quelques jours. Il organise rapidement l'entraînement des recrues pour la défense territoriale et des troupes envoyées outre-mer. Et prend aussi des mesures pour augmenter l'efficacité du Quartier général.
Retourné en Angleterre, il prend le poste d'officier général commandant du 1er Corps canadien le 23 décembre 1941. Il est plongé dans la crise du débarquement de Dieppe où il ne peut que rationaliser les pertes canadiennes et les leçons apprises car aucun officier canadien n'a participé à la planification.
Pendant la Seconde Guerre mondiale, il commande différentes formations canadiennes dont la 1re armée canadienne durant les dernières campagnes dans le nord-ouest de l'Europe en 1944-1945. Crerar fait la couverture du magazine Time le 18 septembre 1944. Il a été promu général en chef en novembre 1944.
Pendant que Crerar se remet d'une dysenterie, son rôle de commandant général à la Bataille de l'Escaut sera assumé par le lieutenant-général Guy Simonds.
Il a été décrit comme un administrateur et un politicien avisé, les évaluations de sa performance à titre de commandant militaire sont classés de « médiocre » à « compétent ».

## Adieu

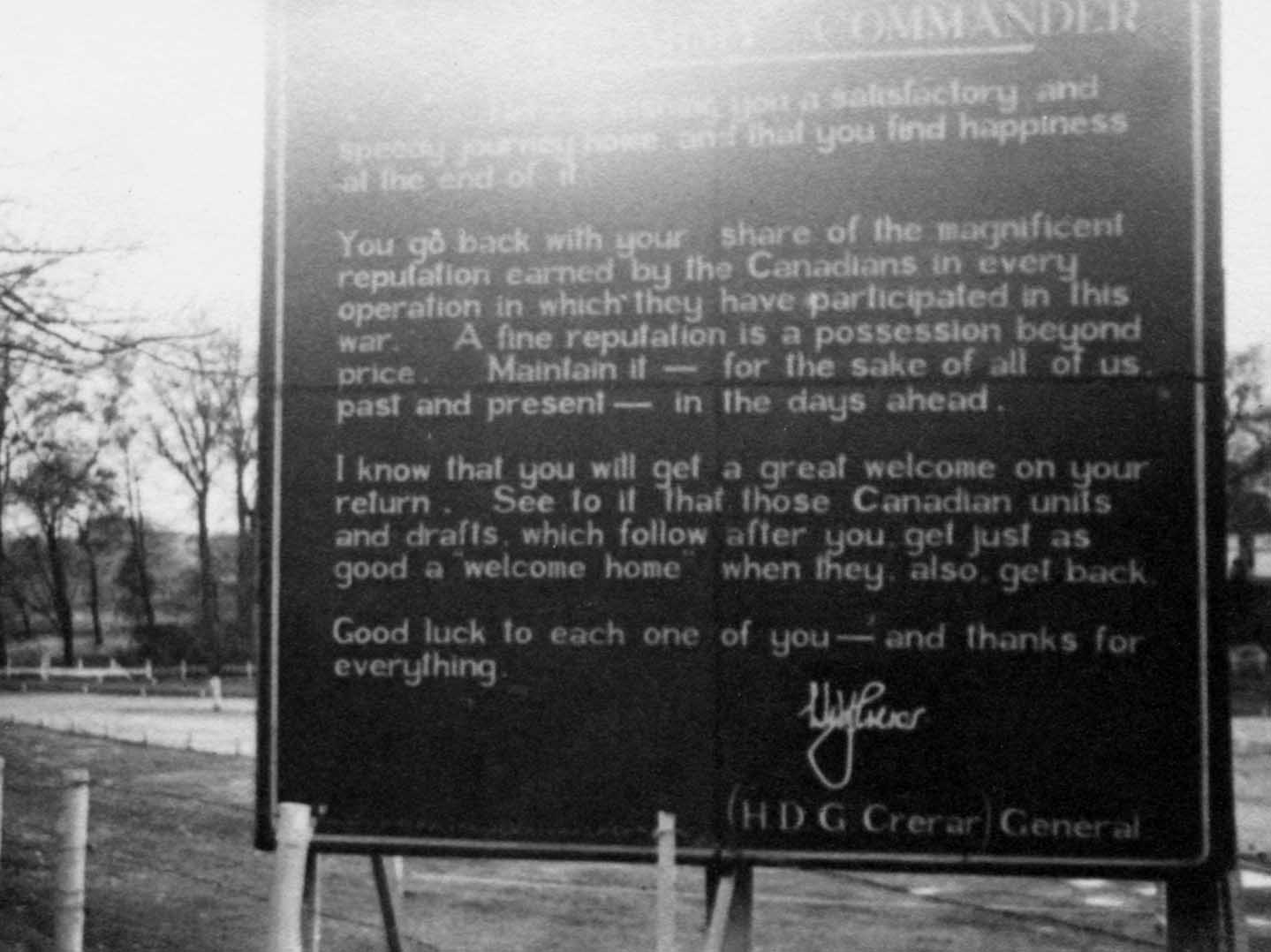
Message d'adieu du Général Crerar aux troupes de la 1re armée canadienne au départ des Pays-Bas en 1945

Message d'adieu du Général H.D.G. Crerar aux troupes de la 1re armée canadienne au départ des Pays-Bas en 1945 :
« C'est ici que je vous souhaite un heureux et rapide retour à la maison, et de trouver la joie à la fin de tout ceci. Vous rapportez chez vous une bonne part de la magnifique réputation gagnée par les Canadiens dans toutes les opérations dans lesquelles ils ont participé à cette guerre. Une bonne réputation un joyau sans prix. Maintenez la – dans l'intérêt de nous tous, d'hier et d'aujourd'hui – et dans les jours à venir. Je sais que vous serez chaleureusement accueillis lors de votre retour. Montrez leur que les unités et les appelés canadiens qui vous suivront auront tous un "bienvenue chez toi" lorsqu'ils reviendront. Bonne chance à chacun de vous - et merci pour tout. (HDG Crerar) Général »

## L'après guerre
Crerar se retire de l'armée en 1946 et occupera le poste de diplomate en Tchécoslovaquie, aux Pays-Bas et au Japon.

### Hommages
Le quartier natal de Crerar sur la Montagne Hamilton porte son nom. Il est délimité par la Lincoln M. Alexander Parkway au nord, la Stone Church Road East au sud, la Upper Wellington Street à l'ouest et la Upper Wentworth Street à l'est. La Ebenezer Villa (maisons de retraite) et le Crerar Park sont à visiter.

## Sources
- (en) Cet article est partiellement ou en totalité issu de l’article de Wikipédia en anglais intitulé « Harry Crerar » (voir la liste des auteurs).
- (en) MapArt Golden Horseshoe Atlas - Page 657 - Grids M13, M14
- (en) J.L. Granatstein. The Generals : the Canadian Army's Senior Commanders in the Second World War (Toronto, 1993).  (ISBN 0-7737-5728-7)
- (en) "Hillfield-Strathallan College celebrates 100 years", The Spectator. Hamilton, Ont.: Sep 8, 2001. pg. A.08
- (fr + en) Centre Juno Beach - Général H.D.G. Crerar